# 에히터나흐

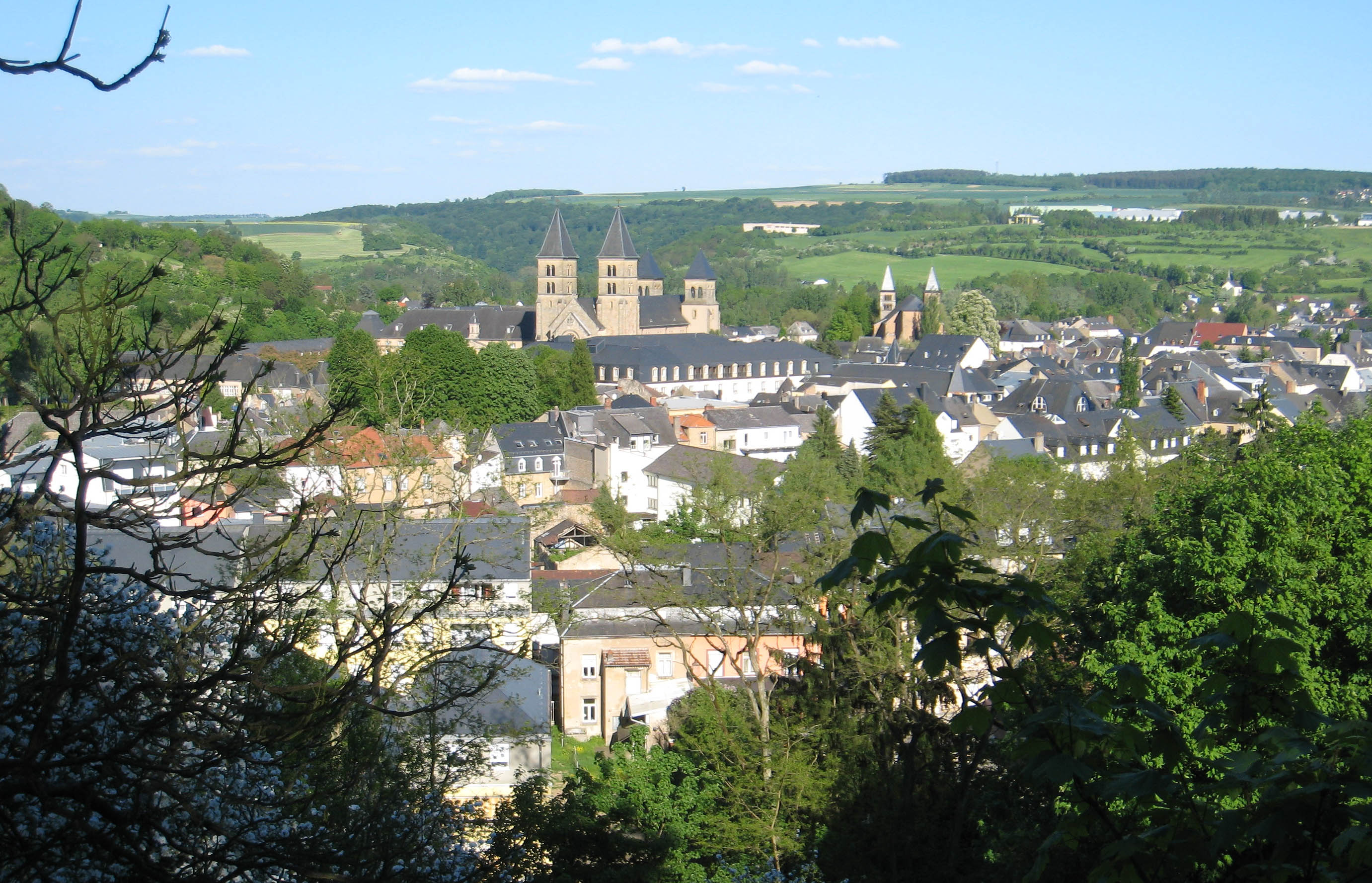
에히터나흐 시가지

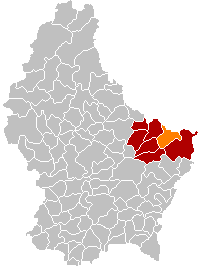
에히터나흐의 위치

에히터나흐(독일어: Echternach, 룩셈부르크어: Iechternach)는 룩셈부르크 그레벤마허 구에 속해 있는 지방 자치체이자 도시 지위를 부여받은 지방 자치체이며 면적은 20.49km2, 높이는 154~393m, 인구는 4,877명(2011년 기준), 인구 밀도는 240명/km2이다. 에히터나흐 주의 주도이며 독일 국경과 가까운 지점에 위치한다. 룩셈부르크에서 가장 오래된 도시이다.

시 문장

## 사진

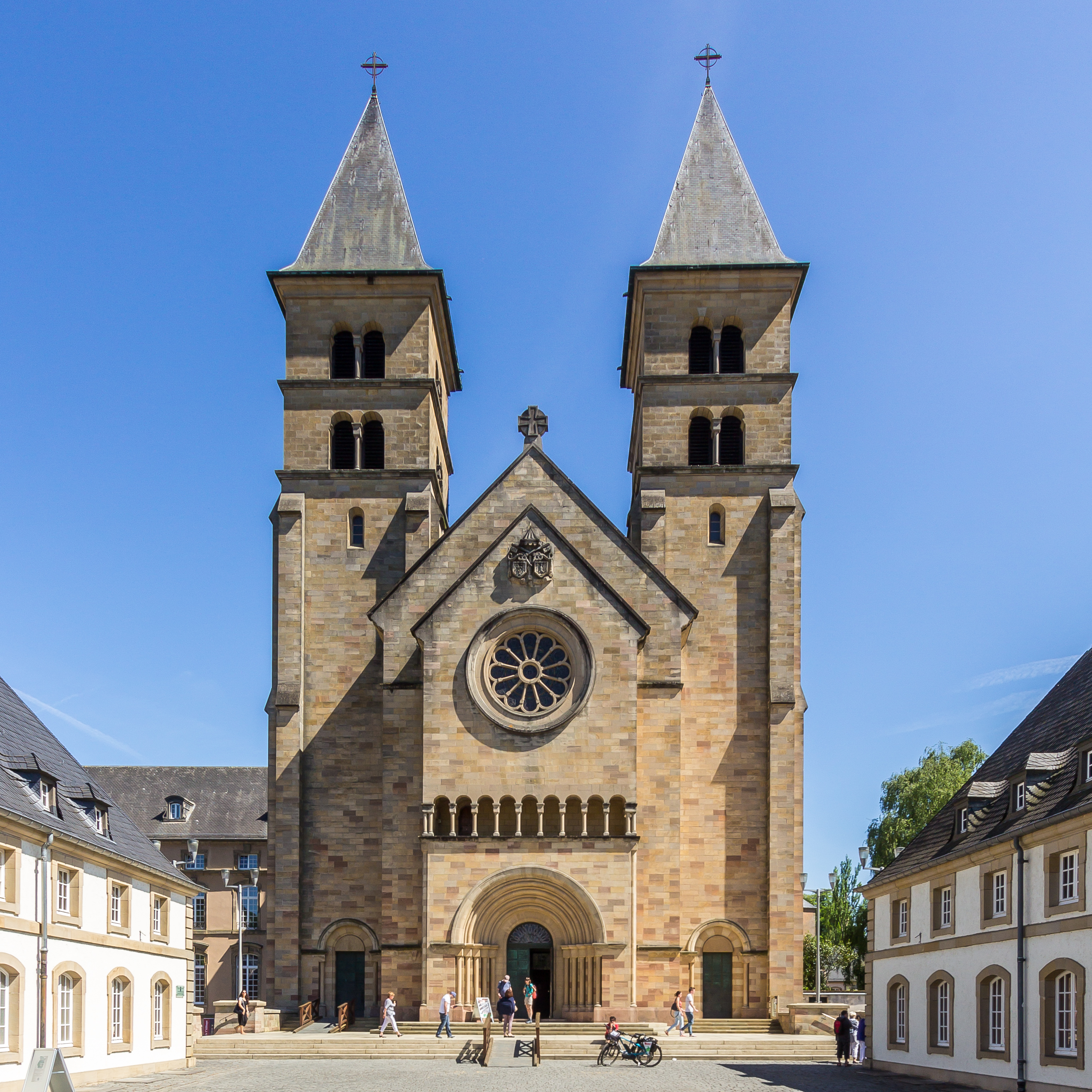
에히터나흐 수도원
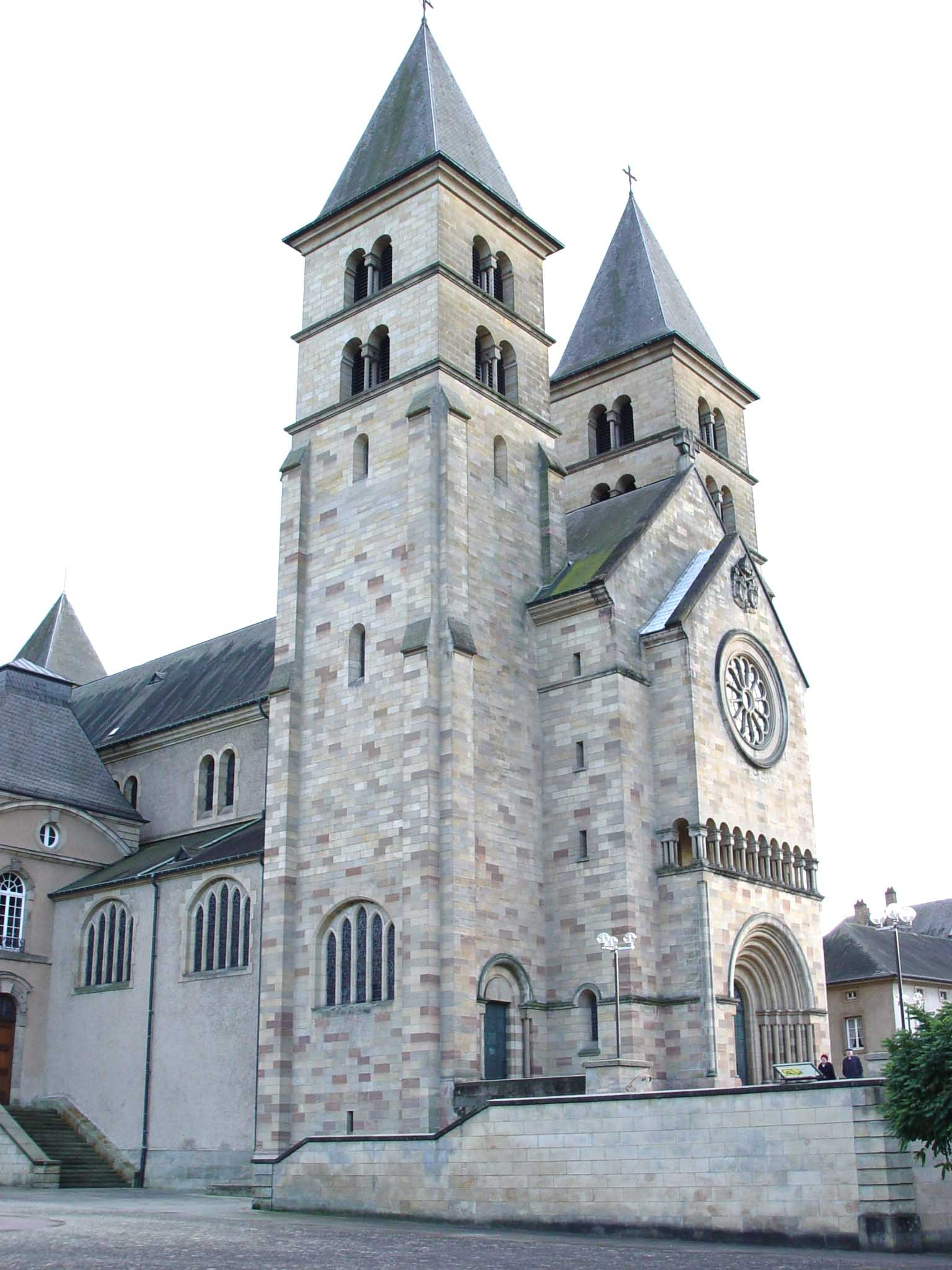
에히터나흐 바실리카